# Bel Ami Productions
Bel Ami Productions är ett filmproduktionsbolag som specialiserar sig på gaypornografi. Bland deras stora stjärnor är bland andra Lukas Ridgeston, Chance, Marc Vidal. Johan Paulik, Kris Evans, Kevin Warhol, Luke Hamill och Jack Harrer.

## Filmer i urval
- Lukas in Love (2005)
- The Private Life of Tim Hamilton (2005)
- Greek Holiday Part 1: Cruising the Aegean (2004)
- Gay Paradise: A Bel Ami Video Guide to Mykonos (2004)
- Alpine Adventure (2003)
- Boy Watch Part 4 (2003)
- Boy Watch Part 3 (2003)
- Boy Watch Part 2 (2003)
- Boywatch Part 1 (2003)
- Julian (2003) (V)
- Just for Fun (2003)
- Personal Trainers: Part 7 (2003)
- 101 Men Part 12 (2002)
- Frisky Summer 4 (2002)
- Personal Trainers: Part 4 (2002)
- Personal Trainers: Part 5 (2002)
- Personal Trainers: Part 6
- XL Files (2002)
- 101 Men Part 11 (2001)
- 101 Men Part 10 (2001)
- 101 Men Part 9 (2001)
- All About BelAmi (2001
- Cover Boys (2001)
- Personal Trainers: Part 1
- Personal Trainers: Part 2
- Personal Trainers: Part 3
- 101 Men Part 8
- 101 Men Part 7
- Teamplay
- 101 Men Part 5
- 101 Men Part 6
- Flings
- Cherries
- The English Student
- Summer Camp
- 101 Men
- 101 Men Part 2
- 101 Men Part 3
- 101 Men Part 4
- Frisky Summer 3
- Lucky Lukas
- An American in PragueSouvenirs
- Frisky Summer
- Out at Last
- Frisky Summer
- Lukas' Story
- Tender Strangers (1993